# Curaçá
Curaçá is een gemeente in de Braziliaanse deelstaat Bahia. De gemeente telt 34.421 inwoners (schatting 2009).

## Aangrenzende gemeenten
De gemeente grenst aan Abaré, Chorrochó, Jaguarari, Juazeiro, Uauá, Cabrobó (PE), Lagoa Grande (PE), Orocó (PE) en Santa Maria da Boa Vista (PE).